# جو باسترناك
جو باسترناك (بالمجرية: Paszternák József)‏ هو منتج أفلام مجري، ولد في 19 سبتمبر 1901 في Șimleu Silvaniei ‏ في رومانيا، وتوفي في 13 سبتمبر 1991 في هوليوود في الولايات المتحدة بسبب مرض باركنسون.

## وصلات خارجية
- جو باسترناك على موقع IMDb (الإنجليزية)
- جو باسترناك على موقع الموسوعة البريطانية (الإنجليزية)
- جو باسترناك على موقع ألو سيني (الفرنسية)
- جو باسترناك على موقع أول موفي (الإنجليزية)
- جو باسترناك على موقع قاعدة بيانات الأفلام السويدية (السويدية)
- جو باسترناك على موقع إن إن دي بي (الإنجليزية)
- جو باسترناك على موقع ديسكوغز (الإنجليزية)
- جو باسترناك على موقع قاعدة بيانات الفيلم (الإنجليزية)
- جو باسترناك على موقع كينوبويسك (الروسية)